# Science Museum
Het Science Museum is een wetenschappelijk museum aan Exhibition Road in South Kensington (Londen). Het heeft in de collectie een aantal grote wetenschappelijke uitvindingen van de laatste driehonderd jaar.
Het Londense Science Museum is een van de grootste wetenschapsmusea ter wereld. Het werd geopend in 1857, waarbij een deel van de initiële collectie werd aangeleverd door de Royal Society for the encouragement of Arts, Manufactures & Commerce, naast items die niet aan bod konden komen in de Great Exhibition van 1851. Sinds 2001 is het museum gratis toegankelijk en in 2015 telde het museum iets meer dan 3.350.000 bezoekers.
Permanent worden onder meer tentoongesteld de Stephenson's Rocket en de Puffing Billy, de eerste straalmotor, de capsule van Apollo 10 en een reconstructie van het vergrote model van het DNA van Francis Crick en James Watson.

## Overig
Het museum beschikt over een IMAX-bioscoop.